# Wyrośle
Wyrośle, cecydium (ang. cecidium) – zniekształcenie lub nabrzmienie wytworzone na różnych narządach roślin, spowodowane wniknięciem obcego organizmu i wydzielaniem przez niego substancji powodujących rozrost tkanek. Powstawanie wyrośli może być indukowane przez wirusy, bakterie, grzyby, nicienie, roztocza lub owady. Wśród wyrośli wyróżnia się między innymi zoocecydia (powstające po nakłuciu i złożeniu jaj przez owady w tkance roślinnej). Jednym z rodzajów zoocecydiów są galasy.